# Liste des ingénieurs français de Formule 1
Les ingénieurs français de Formule 1 (aérodynamiciens, concepteurs et développeurs de châssis, concepteurs et développeurs de moteurs, ingénieurs de piste...), formés dans les écoles généralistes comme CentraleSupélec ou l'École nationale supérieure d'arts et métiers ou dans des écoles spécialisées comme l'École supérieure des techniques aéronautiques et de construction automobile ou formés par les écuries elles-mêmes, ont non seulement œuvré en France mais aussi à l'étranger, notamment pour McLaren Racing, Mercedes Grand Prix, Scuderia Ferrari, Team Lotus ou encore Tyrrell Racing.

## Liste alphabétique
- Haut – A
- B
- C
- D
- E
- F
- G
- H
- I
- J
- K
- L
- M
- N
- O
- P
- Q
- R
- S
- T
- U
- V
- W
- X
- Y
- Z

### A
- Cyril Abiteboul : École nationale supérieure d'électrochimie et d'électrométallurgie de Grenoble[1], ingénieur motoriste chez Renault Sport (2001), directeur de Caterham F1 Team (2012) et directeur général de Renault Sport F1 (2014)[2].
- Yves Arbeille : École Nationale Supérieure d’Arts et Métiers, directeur général adjoint business et administration de Renault Sport F1 en 2012, puis directeur du département de la compétitivité et de la performance économique[3].
- Guy Audoux : ingénieur motoriste, successivement chez WM, Peugeot Sport (1979 et 1985), Renault Sport (1982), Asiatech (2001)[4].

### B
- Michel Beaujon : ingénieur châssis, successivement chez Matra Sports (1969), Ligier (1974 à 1992)[5].
- Loïc Bigois : ingénieur aérodynamicien diplômé du Conservatoire national des arts et métiers, successivement chez Ligier (1990), Prost Grand Prix, à la Scuderia Minardi (2001), chez Williams F1 Team (2003), Honda Racing F1 Team (2007), Brawn GP Formula One Team (2009), Mercedes Grand Prix et à la Scuderia Ferrari (2012). En 2009, il reçoit le prix du meilleur innovateur en sport automobile grâce à l'étude aérodynamique de la BGP 001 qui a permis à Brawn GP et à son pilote Jenson Button de remporter les deux championnats du monde.
- Christian Blum : mécanicien et ingénieur motoriste chez Renault Sport (1985)[6].
- Jean-Pierre Boudy : École nationale supérieure d'arts et métiers, ingénieur motoriste successivement chez Gordini (1969), Renault-Gordini (1969) et Renault Sport (1973), directeur technique chez Peugeot Sport (1983). Il conçoit et réalise en particulier le moteur V10 qui permet à Peugeot Sport de remporter les 24 Heures du Mans en 1992 et 1993, et de devenir motoriste en Formule 1 de 1994 à 2000 et Asiatech F1 de 2000 à 2003[7].
- Arnaud Boulanger : École nationale supérieure d'arts et métiers, ingénieur motoriste chez Renault Sport, Benetton Formula, Renault F1 Team, puis directeur de la compétition Renault Sport Technologies[8].
- Éric Boullier : Institut polytechnique des sciences avancées, ingénieur de piste successivement chez DAMS (1999 et 2003), Racing Engineering (2002) et Renault F1 Team (2010), Team Principal chez Lotus F1 Team (2012) et Directeur de la compétition de McLaren Racing (2014).
- Bernard Boyer : ingénieur châssis chez Matra Sports. Il conçoit le châssis des monoplaces MS10, MS80 et MS120, cette dernière accueillant de 1970 à 1972 les différentes évolutions du moteur Matra V12[9],[10],[11],[12].
- Jean-Marc Brepson : ingénieur électronique chez Renault Sport (1983)[13].

### C

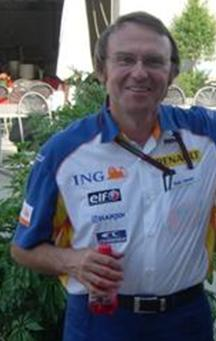
Denis Chevrier en 2007

- François Castaing : École nationale supérieure d'arts et métiers, ingénieur châssis et directeur technique chez Gordini (1968) et Renault Sport (1973), manager automobile chez American Motors Corporation (1980) et Chrysler (1988). Il est à l'origine du châssis Renault RS01 de Formule 1 et de ses évolutions engagées de 1977 à 1979.
- Jean-Louis Caussin : École centrale de Paris, ingénieur châssis chez Matra Sports (1968), il conçoit en particulier la Matra Simca MS670 qui gagne les 24 Heures du Mans 1972 et 1973.
- Denis Chevrier : École nationale d'ingénieurs de Metz, ingénieur motoriste, successivement chez Motobécane, Renault Sport, Tyrrell Racing, Williams F1 Team, Mecachrome. Il est l'ingénieur motoriste de quatre champions du monde, Nigel Mansell, Alain Prost, Damon Hill et Jacques Villeneuve.
- Robert Choulet : École nationale supérieure du pétrole et des moteurs, ingénieur aérodynamicien à la Société d'études et de construction automobiles Charles Deutsch (SERA-CD) pour Matra Sports, Alfa Romeo (1979), Ligier (1980) et Scuderia Ferrari (1982) en particulier[14].
- Cédric Cornebois : ingénieur motoriste (combustion) chez Mercedes Grand Prix et à la Scuderia Ferrari (2015).
- André de Cortanze : Institut national des sciences appliquées de Lyon, ingénieur châssis et directeur technique, successivement chez Gordini (1966), Alpine-Renault (1973), Renault Sport (1977), Peugeot Sport (1984), Sauber (1993), Ligier (1996), Toyota Motorsport (1997). Il est le concepteur du projet Alpine A500 (dévoilé par une indiscrétion en 1975) : il s'agit d'une pré-version de châssis de Formule 1 développé par l'équipe Alpine pour le compte de Renault et destiné à accueillir un moteur turbocompressé. Au titre de directeur technique de Peugeot Sport, il est associé à la double victoire aux 24 Heures du Mans 1992 et 1993.
- Michel Costa : Centre des études supérieures industrielles, ingénieur successivement chez Chrysler France (1972), AGS (1986 et 1990), Coloni (1988), Simtek (1992)[15].

### D
- Jean-Pascal Dauce : École nationale supérieure de mécanique de Nantes, ingénieur Renault F1 Team, chef de projet  et directeur de la compétition Renault Sport Technologies[16].
- Laurent Debout : École supérieure des techniques aéronautiques et de construction automobile, ingénieur motoriste, chez Renault Sport (détaché successivement chez Williams F1 Team et Lotus F1 Team)[17].
- Gérard Ducarouge : École supérieure des techniques aérospatiales, ingénieur châssis et directeur technique. Il débute chez Matra Sports en 1965 et collabore à la conception de la MS80 championne du monde en 1969 puis travaille pour Ligier (1974 à début 1981 puis 1991), Alfa Romeo (1981), Team Lotus (1983) et Larrousse (1989). Il dirige l'équipe Sport-prototypes de Matra Sports qui remporte les 24 Heures du Mans en 1972, 1973 et 1974 ainsi que le championnat du monde des voitures de sport en 1973 et  1974.
- Bernard Dudot : Centre des études supérieures industrielles de Nancy, ingénieur motoriste et directeur technique, successivement chez Alpine (1967), Renault Sport (1973 puis 2003), Prost Grand Prix (1997), Nissan IndyCar (2001)[18]. À l'origine des moteurs turbocompressés de Formule 1, auxquels il adhère dès la fin des années 1960, il entraîne dans cette technique les autres ingénieurs motoristes.
- Pierre Dupasquier : École catholique d'arts et métiers, ingénieur pneumatique, chez Michelin[19].
- Henri Durand : ingénieur aérodynamicien et directeur technique, aéronautique, puis successivement chez Ligier (1984), Scuderia Ferrari, McLaren Racing (1992), Prost Grand Prix (2001), Jordan Grand Prix (2002), Cheever Racing IndyCar (2005)[20].

### G
- Vincent Gaillardot : École supérieure des techniques aéronautiques et de construction automobile, ingénieur motoriste, successivement chez Renault Sport (1991), Tom Walkinshaw Racing (1996).
- Claude Galopin : ingénieur châssis, successivement chez Ligier (1986 puis 1990), AGS (1989), DAMS (1992), Pescarolo Sport (2002).
- Gérard Gerriet : ingénieur SEIE ( école d’étude et d'industrie de l'engrenage de Georges Henriot ) châssis , boites de vitesses chez Alpine-Renault, Renault Sport, Larrousse, Ligier, Citroën Sport, Peugeot Sport.
- Eric Gandelin : chef du design de Sauber.
- Amédée Gordini : concepteur de châssis et motoriste, successivement chez Simca-Gordini (1946), Gordini (1951), Renault-Gordini (1969). En 1954, il se lance dans la conception d'un châssis entièrement nouveau avec une suspension à quatre roues indépendantes et d'un moteur entièrement nouveau (8 cylindres en ligne, 2,5 litres, 260 chevaux). Faute de financement, il fait disputer son dernier Grand Prix en 1957.
- Jean-Claude Guénard : ingénieur châssis, successivement chez Elf Formule 2, projet Alpine-Renault A500, Renault Sport, Ligier Indycar[21].
- Jean-Paul Gousset : ingénieur châssis, successivement chez Ligier (1986), Larrousse, Lola Cars, Team Lotus, Citroën Sport, Tom Walkinshaw Racing, Prost Grand Prix, Renault Sport (2003)[22].
- Lionel Greck : ingénieur motoriste chez Peugeot Sport et Asiatech F1 (2000 à 2002).

### H
- Jean-Jacques His : École centrale de Paris, ingénieur motoriste, successivement chez Renault (1973), Renault Sport (1984 puis 1988), Scuderia Ferrari (1986), Maserati (2003)[23].
- Marcel Hubert : ingénieur aérodynamicien, successivement chez Alpine et Renault Sport[24]

### L
- Fabrice Lom : Ecole Centrale de Lyon, ingénieur motoriste chez Renault Sport (détaché chez Red Bull Racing), puis à la FIA[25].
- Albert Lory : École nationale supérieure d'arts et métiers d'Angers, ingénieur motoriste successivement chez Panhard, Salmson, Delage, à la Société nationale d'étude et de construction de moteurs d'avions (1935) et à l'Arsenal de l'aéronautique de Châtillon, puis chez Renault (1949). Il conçoit le moteur de la Delage de Robert Benoist qui remporte le championnat du monde des pilotes 1927 et celui de la CTA-Arsenal[26].

### M
- Michel Mac Burnie : INSA Toulouse - ingénieur d’études, de développement et de piste chez AGS (1987) et Larrousse (1988 à 1991)[27].
- Alain Marguet : ingénieur chez Renault Sport.
- Georges Martin : École spéciale des travaux publics, du bâtiment et de l'industrie, ingénieur motoriste, successivement chez Simca (1959) et Matra Sports (1966). Il est le concepteur du moteur V12 Matra Sports vainqueur aux 24 Heures du Mans et en Formule 1[28].
- Bruno Mauduit : École nationale supérieure d'ingénieurs d'Orléans, chez Renault Sport (1986).
- Laurent Mekies : École supérieure des techniques aéronautiques et de construction automobile, ingénieur de piste de la Scuderia Toro Rosso[29], directeur des questions de sécurité à la FIA[30]. Il est actuellement Team Principal de l'écurie Racing Bulls
- Jean-Philippe Mercier : ingénieur calcul chez Renault Sport en 1987, chef de projet moteurs Renault F1 en 2000, directeur technique adjoint du bureau d'études F1 en 2004, il est depuis 2012 directeur de l'ingénérie de Renault Sport F1[31].
- Jean-Claude Migeot : École nationale supérieure de l'aéronautique et de l'espace, ingénieur châssis, successivement chez Renault Sport (1981), Scuderia Ferrari (1985 puis 1991), Tyrrell Racing (1989), Fondmetal (1993) et Scuderia Minardi (1998). En 1990, il crée pour Tyrrell Racing, avec Harvey Postlethwaite, une monoplace à l'aérodynamique novatrice (nez haut et aileron déporté) qui permet à Jean Alesi de monter sur deux podiums.
- Jan Monchaux : a été aérodynamicien en chef puis directeur technique de Sauber F1 Team

### P
- Axel Plasse : École nationale supérieure du pétrole et des moteurs, ingénieur motoriste (moteur V10) puis directeur du département conception et simulation chez Renault Sport F1[32].

### R
- Patrice Ratti : École Nationale Supérieure de Techniques Avancées, ingénieur châssis au sein de l'équipe Renault F1 (1981), directeur de Renault Sport Technologies (2010)[33].
- Jean-François Robin : ingénieur motoriste et directeur de production, successivement à la Société du carburateur Zénith (1956), chez Matra Sports (1967) et Renault Sport (1984)[34].
- Guillaume Rocquelin : Institut polytechnique de Grenoble, débutant chez Tico Martini (1991-1992), ingénieur châssis Formule 3 chez Reynard en Grande-Bretagne, ingénieur en chef chargé de la recherche IndyCar chez Chip Ganassi Racing aux États-Unis, ingénieur de piste Formule 1 chez British American Racing pour Ricardo Zonta (1999), ingénieur de piste IndyCar chez Newman/Haas Racing pour Sébastien Bourdais, ingénieur d'exploitation chez Red Bull pour David Coulthard (2006) et Sebastien Vettel (2009), directeur de l'ingénierie de Red Bull (2014)[35].
- Étienne de Roffignac : École centrale de Paris & École nationale supérieure du pétrole et des moteurs (2001),  ingénieur moteur chez Asiatech F1 (2001 & 2002), ingénieur production chez Automobiles Peugeot (2002 & 2003), ingénieur qualité (2004 & 2005), ingénieur production (2005 à 2008) et directeur de production (2013 chez Michelin[36].

### S
- David Sanchez : directeur technique d'Alpine F1 Team
- Loic Serra : directeur technique de la Scuderia Ferrari
- Gilles Simon : ingénieur motoriste chez Peugeot Sport dès 1988, chez Scuderia Ferrari en 1994, à la FIA (2009) et sur le projet PURE en 2011[37].
- Julien Simon-Chautemps : Institut polytechnique des sciences avancées, ingénieur de course en Formule 3 Euro Series et Formule Renault 2.0, il accède à la F1 en 2007 en tant qu'ingénieur performance du pilote Jarno Trulli (écurie Toyota F1 Team)[38], il est recruté par Renault F1 Team en janvier 2016 comme ingénieur de course. Il supervise le pilote Jolyon Palmer lors de la saison 2016.

### T
- Rémi Taffin : École supérieure des techniques aéronautiques et de construction automobile, ingénieur de piste pour Renault Sport avec successivement British American Racing, Arrows, Benetton Formula et Renault F1 Team, épaulant le double champion du monde Fernando Alonso et contribuant aux 4 titres mondiaux de Red Bull Racing et de Sebastien Vettel, il a été directeur des opérations pistes F1 Renault Sport F1[39].
- Michel Tétu : École supérieure des techniques aéronautiques et de construction automobile, ingénieur châssis, successivement chez Charles Deutsch (1964), Ligier (1969 puis 1985 et enfin 1995), Alfa Romeo (1972), Renault Sport (1976), Larrousse (1988). En 1978, il conçoit la Renault RS10, première monoplace de Formule 1 à moteur turbocompressé à remporter un Grand Prix, avec Jean-Pierre Jabouille.

### V
- Christian Vanderpleyn : ingénieur châssis chez AGS (Formule France, Formule 2 et Formule 1), Coloni (Formule 1) et Dallara (Formule 1).
- Pascal Vasselon : École nationale supérieure de l'aéronautique et de l'espace, ingénieur châssis et directeur technique, Renault Sport (1985), Michelin (1988), Toyota Motorsport GmbH (2005).
- Frédéric Vasseur : École supérieure des techniques aéronautiques et de construction automobile, fondateur de l'écurie ART Grand Prix et directeur de la compétition (2016) de Renault Sport Racing après le rachat, fin 2015 par Renault, de Lotus F1 Team[40],[41] ; Team Principal de Renault F1 Team en 2016 puis de Sauber en 2017 et engagé sous le nom Alfa Romeo Racing depuis 2019 ; directeur de la gestion sportive de Ferrari depuis 2023.
- Eric Vuillemin : ingénieur mécanicien, Renault Sport (1976), Aurora (1979), AGS (Formule 2 1981), ROC (1983),  RAM Automotive (1984), KTR (Formule 3 1985), SAR (Formule 3 1987), Ligier (1989), Prost Grand Prix (1997)[42].

### W
- Pierre Waché : directeur technique de Red Bull Racing.